# Ларкана
Ларкана (урд. لاڑکانہ) је град у Пакистану у покрајини Синд. Према процени из 2006. у граду је живело 379.149 становника.

## Становништво
Према процени, у граду је 2006. живело 379.149 становника.
| 1981.   | 1998.   | 2006.   |
| ------- | ------- | ------- |
| 123.890 | 270.366 | 379.149 |